# 68
Aquesta pàgina és per a l'any. Per al nombre, vegeu seixanta-vuit.

## Esdeveniments
Països Catalans
Resta del món
- Destrucció del temple jueu de Jerusalem
- Sulpici Galba es converteix en emperador de Roma

## Necrològiques
Països Catalans
Resta del món
- 6 de juny - Neró, emperador de Roma (n. 37).[1]